# Wommelgem
Wommelgem – miejscowość i gmina (gemeente) w Belgii, w Regionie Flamandzkim, w prowincji Antwerpia, w okręgu Antwerpia.

## Demografia
- Źródła: NIS, od 1806 do 1981= według spisu; od 1990 liczba ludności w dniu 1 stycznia

1 stycznia 2024 całkowita populacja Wommelgem liczyła 13 370 osób. Łączna powierzchnia gminy wynosi 12,99  km², co daje gęstość zaludnienia 1029 mieszkańców na km².

## Współpraca
Miejscowość partnerska:
- Scheffau am Wilden Kaiser, Austria